# Scipio aulacodi
Scipio aulacodi är en insektsart som först beskrevs av Neumann 1911.  Scipio aulacodi ingår i släktet Scipio och familjen ledlöss. Inga underarter finns listade i Catalogue of Life.